# الکسی سالماکرز
الکسیس جسی سالماکرز (فرانسوی: Alexis Saelemaekers‎؛ زادهٔ ۲۷ ژوئن ۱۹۹۹) بازیکن فوتبال اهل بلژیک است که به صورت قرضی برای باشگاه رم بازی می‌کند.

## عملکرد حرفه ای
در اکتبر سال ۲۰۱۷، سالماکرز قراردادی را با اندرلخت تا سال ۲۰۱۹ امضا کرد. او اولین بازی رسمی خود را در برابر سنت ترویدنس انجام داد. او در دقیقه ۷۷ وارد زمین شد. در ۸ ژوئن ۲۰۱۸، او قرارداد خود را تا سال ۲۰۲۲ تمدید کرد.
در ۳۱ ژانویه سال ۲۰۲۰ میلان با گزینه ای برای خرید، سالماکرز را به صورت قرضی خرید. او اولین بازی خود را به عنوان جانشین داوید کالابریا در تساوی ۱–۱ مقابل ورونا در ۲ فوریه ۲۰۲۰ انجام داد.